# Johan Ingelskog
Johan Ragnar Ingelskog, född den 15 augusti 1977 i Braås, är en svensk fackföreningsledare. Han är sedan 2020 avtalssekreterare i Svenska Kommunalarbetarförbundet (Kommunal). 
Ingelskog valdes till avtalssekreterare för Kommunal på förbundsmötet 2020, efterträdande Lenita Granlund. Han var innan dess anställd som avtalschef på Kommunal och dessförinnan ombudsman på LO. Han har själv aldrig jobbat inom kommunals avtalsområde. 